# Aleksej Voropajev
Aleksej Voropajev (ryska: Алексей Николаевич Воропаев), född den 23 januari 1973 i Moskva, Ryssland, död 5 november 2006, var en rysk gymnast.
Han tog OS-guld i lagmångkampen i samband med de olympiska gymnastiktävlingarna 1992 i Barcelona och därefter OS-guld i samma gren i samband med de olympiska gymnastiktävlingarna 1996 i Atlanta.
Han dog i sviterna av Hepatit C år 2006, 33 år gammal.